# Hemiarius dioctes
Hemiarius dioctes är en fiskart som först beskrevs av Kailola 2000.  Hemiarius dioctes ingår i släktet Hemiarius och familjen Ariidae. Inga underarter finns listade i Catalogue of Life.